# Фабрисе Руфин, Бекона
Бекона Нкоа Руфин Фабрисе (фр. Bekono Nkoa Rufin Fabrice; род. 11 августа 2004, Яунде) — камерунский футболист, защитник клуба «Анагенниси».

## Карьера

### «Минск»
В апреле 2023 года футболист из камерунского клуба «Ойили» перешёл в белорусский «Минск», с которым подписал контракт до конца сезона. Дебютировал за клуб футболист 30 апреля 2023 года в матче против солигорского «Шахтёра», выйдя на замену в начале второго тайма. На протяжении сезона футболист выступал за белорусский клуб в роли одного из основных игроков, чередуя матчи в стартовом составе и со скамейки запасных, однако результативными действиями не отличился. По итогу сезона футболист вместе с клубом завершил чемпионат на итоговом девятом месте. В декабре 2023 года футболист покинул клуб по окончании срока действия контракта.

### «Анагенниси» Деринья
В августе 2024 года футболист на правах свободного агента присоединился к кипрскому клуб «Анагенниси». Дебютировал за клуб футболист 14 сентября 2024 года в матче против клуба ПАЕЕК, выйдя на поле в стартовом составе. По итогу основной части чемпионата футболист вместе с клубом остановились на итоговом четырнадцатом месте, отправившись в раунд на выбывание. По итогу второй части чемпионата кипрский клуб смог сохранить прописку, отстав от зоны вылета лишь по разнице забитых голов. На протяжении своего дебютного сезона футболист выступал за клуб в роли одного из ключевых игроков, однако результативными действиями не отличился.